# Bertold (książę Bawarii)
Bertold (ur. ok. 900, zm. 23 listopada 947) – książę Bawarii od 938.
Był synem Luitpolda i bratem Arnulfa.
Potomstwo:
- Henryk III Młodszy